# Samsoncy
Samsoncy (ros. Самсонцы) – wieś (ros. деревня, trb. dieriewnia) w zachodniej Rosji, w osiedlu wiejskim Pieriewołoczskoje rejonu rudniańskiego w obwodzie smoleńskim.

## Geografia
Miejscowość położona jest nad jeziorami Kupieliszcze i Diewinka, 4 km od granicy z Białorusią, przy drodze regionalnej 66N-1629 (Pieriewołoczje / 66N-1615 – Samsoncy), 4,5 km od drogi regionalnej 66K-28 (Diemidow – Rudnia), 4,5 km od drogi federalnej R120 (Orzeł – Briańsk – Smoleńsk – granica z Białorusią), 4 km od centrum administracyjnego osiedla wiejskiego (Pieriewołoczje), 6,5 km od centrum administracyjnego rejonu (Rudnia), 68 km od Smoleńska.
W granicach miejscowości znajdują się ulice: Centralnaja, Dacznaja, Oziornaja.

## Demografia
W 2010 r. miejscowość zamieszkiwało 60 osób.

## Historia
W czasie II wojny światowej od lipca 1941 roku wieś była okupowana przez hitlerowców. Wyzwolenie nastąpiło w październiku 1943 roku.